# José Gentil Girão
José Gentil Girão, também conhecido como Seu Ventura (Morada Nova, 3 de novembro de 1903 – Rio de Janeiro, 23 de junho de 1986), foi um poeta e cordelista brasileiro.
Seu Ventura era um poeta autobiográfico, pois também contava a trajetória de sua vida em seus cordéis. Publicou títulos entre as temáticas de política social, acontecimentos, sobre amor e fidelidade.

## Biografia
José Gentil Girão nasceu em 3 de novembro de 1903 no município de Morada Nova, interior do estado do Ceará. Filho de Boaventura Conrado Girão e sua sobrinha Francisca Alice Girão (Chiquinha). Foi agricultor e vaqueiro na juventude, ofício do qual se orgulhava tanto quanto da poesia na qual narrava suas recordações. Casou-se pela primeira vez com Jovina Lopes Cabral, que faleceu em 1939, deixando cinco filhos. O segundo casamento se deu com Maria Alves Maia (Lili), do qual nasceram mais oito filhos.
Costumava vender seus cordéis na Praça José de Alencar, no centro de Fortaleza antes de migrar para o Rio de Janeiro. Entre as décadas de 1970 e 1980, frequentava a feira de artesanato da Praça XV, a feira de São Cristóvão — atual Centro Luiz Gonzaga de Tradições Nordestinas, a Cinelândia, em frente à Biblioteca Nacional e a Quinta da Boa Vista, locais onde abrigava sua banca de folhetos. 
No final de 1980, Seu Ventura foi um dos poetas convidados para participar de uma feira de cordel na antiga Faculdade de Letras da Universidade Federal do Rio de Janeiro (UFRJ), que ficava na Avenida República do Chile. O evento contou com exposições de xilogravuras e cerâmica, apresentações musicais de repente e embolada, além do lançamento do livro O que é Literatura de Cordel? de Franklin Maxado e também mesas-redondas sobre literatura de cordel — entre os debatedores participantes estavam Orígenes Lessa, Sebastião Nunes, Orlando Senna e Ildásio Tavares.
Morreu na cidade do Rio de Janeiro, em 23 de junho de 1986, aos 82 anos de idade.

## Homenagens
Os cordelistas Raimundo Santa Helena, Apôlonio Alves dos Santos, Cícero Vieira (Mocó), Gonçalo Ferreira da Silva, Expedito F. Silva, José João dos Santos (Mestre Azulão), Manoel Messias e José Duda Neto, prestaram-lhe homenagens através do cordel A Morte de um Poeta: José Gentil Girão (Seu Ventura) 1903/1986, publicado no Rio de Janeiro em virtude de seu falecimento.
O então presidente da Academia Brasileira de Literatura de Cordel (ABLC), Gonçalo Ferreira da Silva, publicou uma glosa sobre o falecimento do poeta cearense no primeiro volume da Antologia Brasileira de Literatura de Cordel:
| José Gentil Girão           | Mote O corpo foi dado ao chão, entre nós não vive mais. Glosa José Gentil Girão, Seu Ventura, que partiu, alma para o céu subiu, o corpo foi dado ao chão, eu também com emoção registro para os anais as homenagens finais de irmão da poesia àquele que hoje em dia entre nós não vive mais. | José Gentil Girão |
| — Gonçalo Ferreira da Silva | |                   |

Foi nomeada a rua José Gentil Girão, localizada no bairro Vila dos Sales, no município de Ibicuitinga no estado do Ceará em sua homenagem.

## Obra
Lista resumida:

### Cordéis
- Meu Ceará Distante. (1974)
- Hoje Não Há mais Respeito como Havia Antigamente. (1972)
- Vida, Morte e Chegada de Aderaldo no Céu. (197?)
- O Motivo Porque Não Estudei Como Já Tenho Sofrido ou O Sofrimento do Nortista em São Paulo ou Rio é de Amargar e A Força da União faz o Pequeno Crescer.
- As Bravuras de Seu Ventura na sua Vida de Vaqueiro.
- Neusa e Lourival. Destroço, Falsidade e Sedução.
- O Ritmo da Mulher Bonita e da Feia.
- A Festa de S. João na Roça no Sertão e O Destroço e a Corrupção em Geral.
- História de Amor, Paixão e Desenfreio.
- Aqui eu Descrevo o Valor do Poeta Popular e Homenagem aos Trovadores da Poesia Sertaneja. (1965)
- Umas Glosas e Poesias de Seu Ventura Sobre a Mulher Bonita e a Mulher Feia. (1965)
- Sofrimento, Amor e Vitória. História do Filho que Passou 7 Anos sem Dar Notícias ao seu Pai. (SECULT/CERES/Editora Henriqueta Galeno, 196?)
- A Vaquejada de Morada Nova (Ceará) e a Festa dos Vaqueiros. (1961)
- Entre o Beijo Há Amor, Falsidade e Sedução.